# Lista siturilor arheologice din județul Caraș-Severin - F
Lista siturilor arheologice din județul Caraș-Severin - F conține toate siturile arheologice din județul Caraș-Severin înscrise în Repertoriul Arheologic Național (RAN) și aflate în localități al căror nume începe cu litera F. RAN este administrat de Ministerul Culturii și Patrimoniului Național și cuprinde date științifice, cartografice, topografice, imagini și planuri, precum și orice alte informații privitoare la zonele cu potențial arheologic, studiate sau nu, încă existente sau dispărute.
Puteți căuta un sit din localitățile care încep cu litera F folosind formularul de mai jos sau puteți naviga prin toate siturile din județ la Lista siturilor arheologice din județul Caraș-Severin.
| Cod RAN                               | Denumire | Localitate                     | Adresă                                         | Datare                    | Descoperit | Coordonate                                     | Imagine           | Erori            |
| ------------------------------------- | --- | ------------------------------ | ---------------------------------------------- | ------------------------- | ---------- | ---------------------------------------------- | ----------------- | ---------------- |
| 52865.01.01 (Cod LMI: CS-I-s-B-10828) | Așezarea din epoca migrațiilor de la Forotic - "Valea Iepii" / ansamblu anonim (Categorie: locuire civilă) (Tip: Așezare)                           | sat Forotic, comuna Forotic    | Valea Iepii                                    | sec. VIII-IX              |            |                                                | Încărcați imagine | Raportați eroare |
| 52794.01.01                           | Așezarea hallstattiană de la Fârliug - ,,Gruniul cu Cremene / ansamblu anonim (Categorie: locuire civilă) (Tip: Așezare)                            | sat Fârliug, comuna Fârliug    | Gruniul cu Cremene                             |                           |            |                                                | Încărcați imagine | Raportați eroare |
| 52794.02                              | Situl arheologic de la Fârliug (Categorie: locuire civilă) (Tip: așezare fortificată)                                                               | sat Fârliug, comuna Fârliug    |                                                | sec. III-IV d. Chr        |            | 45°29′33″N 21°51′22″E / 45.4925°N 21.8560778°E | Încărcați imagine | Raportați eroare |
| 52794.02.01                           | Situl arheologic de la Fârliug / ansamblu anonim (Categorie: locuire civilă) (Tip: Așezare)                                                         | sat Fârliug, comuna Fârliug    |                                                | romană sec. III-IV d. Chr |            |                                                | Încărcați imagine | Raportați eroare |
| 52794.02.02                           | Situl arheologic de la Fârliug / ansamblu anonim (Categorie: locuire civilă) (Tip: Castru)                                                          | sat Fârliug, comuna Fârliug    |                                                | romană                    |            |                                                | Încărcați imagine | Raportați eroare |
| 52794.02.03                           | Situl arheologic de la Fârliug / ansamblu anonim (Categorie: locuire civilă) (Tip: Drum)                                                            | sat Fârliug, comuna Fârliug    |                                                | romană                    |            |                                                | Încărcați imagine | Raportați eroare |
| 51261.01.01                           | Situl arheologic de la Feneș- Peștera Nr. 1 (Peștera Mare din Dealul Socaia) / ansamblu anonim (Categorie: locuire civilă) (Tip: Locuință rupestră) | sat Feneș, comuna Armeniș      | Peștera Nr. 1 (Peștera Mare din Dealul Socaia) | Coțofeni                  |            |                                                | Încărcați imagine | Raportați eroare |
| 51261.01.02                           | Situl arheologic de la Feneș- Peștera Nr. 1 (Peștera Mare din Dealul Socaia) / ansamblu anonim (Categorie: locuire civilă) (Tip: Așezare)           | sat Feneș, comuna Armeniș      | Peștera Nr. 1 (Peștera Mare din Dealul Socaia) |                           |            |                                                | Încărcați imagine | Raportați eroare |
| 51528.01.01                           | Așezarea Basarabi de la Fizeș - ,,Gorgane / ansamblu anonim (Categorie: locuire civilă) (Tip: Așezare)                                              | sat Fizeș, comuna Berzovia     | Gorgane                                        | Basarabi                  |            |                                                | Încărcați imagine | Raportați eroare |
| 51528.01.02                           | Așezarea Basarabi de la Fizeș - ,,Gorgane / ansamblu anonim (Categorie: locuire civilă) (Tip: Tumul)                                                | sat Fizeș, comuna Berzovia     | Gorgane                                        |                           |            |                                                | Încărcați imagine | Raportați eroare |
| 51528.02.01                           | Depozitul de bronzuri de la Fizeș - ,,Ogașul Poieți / ansamblu anonim (Categorie: depozit/tezaur) (Tip: Depozit)                                    | sat Fizeș, comuna Berzovia     | Ogașul Poieți                                  | seria Cincu-Suseni        |            |                                                | Încărcați imagine | Raportați eroare |
| 51528.03.01                           | Așezarea daco-romană de la Fizeș - ,,Dâmbul Mare / ansamblu anonim (Categorie: locuire civilă) (Tip: Așezare)                                       | sat Fizeș, comuna Berzovia     | Dâmbul Mare                                    | romană sec. III-IV d. Chr |            |                                                | Încărcați imagine | Raportați eroare |
| 51528.04.01                           | Așezarea daco-romană de la Fizeș - ,,Drumul Mare / ansamblu anonim (Categorie: locuire civilă) (Tip: Așezare)                                       | sat Fizeș, comuna Berzovia     | Drumul Mare                                    | romană sec. IV d. Chr     |            |                                                | Încărcați imagine | Raportați eroare |
| 52865.02.01                           | Așezarea neolitică și eneolitică de la Forotic / ansamblu anonim (Categorie: locuire civilă) (Tip: Așezare)                                         | sat Forotic, comuna Forotic    |                                                |                           |            |                                                | Încărcați imagine | Raportați eroare |
| 52865.02.02                           | Așezarea neolitică și eneolitică de la Forotic / ansamblu anonim (Categorie: locuire civilă) (Tip: Așezare)                                         | sat Forotic, comuna Forotic    |                                                |                           |            |                                                | Încărcați imagine | Raportați eroare |
| 52865.03.01                           | Posibila așezare preistorică de la Forotic - ,,La Nărăștie / ansamblu anonim (Categorie: locuire civilă) (Tip: Așezare)                             | sat Forotic, comuna Forotic    | La Nărăștie                                    |                           |            |                                                | Încărcați imagine | Raportați eroare |
| 52865.04.01                           | Așezare daco-romană de la Forotic / ansamblu anonim (Categorie: locuire civilă) (Tip: Așezare)                                                      | sat Forotic, comuna Forotic    |                                                | romană sec. III-IV d. Chr |            |                                                | Încărcați imagine | Raportați eroare |
| 53933.01.01                           | Situl arheologic de la Frăsiniș - ,,Frăsiniș / ansamblu anonim (Categorie: locuire civilă) (Tip: Așezare)                                           | sat Frăsiniș, comuna Sichevița | Frăsiniș                                       |                           |            |                                                | Încărcați imagine | Raportați eroare |
| 53933.01.02                           | Situl arheologic de la Frăsiniș - ,,Frăsiniș / ansamblu anonim (Categorie: locuire civilă) (Tip: Așezare)                                           | sat Frăsiniș, comuna Sichevița | Frăsiniș                                       |                           |            |                                                | Încărcați imagine | Raportați eroare |